# Артър Хюс
Артър Хюс (27 януари 1832 – 22 декември 1915) е английски художник и илюстратор, свързан с Прерафаелитското братство. Творчеството на Хюс е силно повлияно от основателя на групата Джон Миле.

## Биография
Хюс е роден в Лондон. През 1846 г. той постъпва в Училището по изкуства „Съмърсет Хаус“. Негов пръв учител е Алфред Стивънс, а по-късно Хюс е приет да учи в Кралската академия по изкуствата. Тук той се запознава с Джон Миле и Холман Хънт и така става един от групата на прерафаелитите. Първата му картина Musidora е окачена в сградата на Кралската академия, когато той е само на 17 и оттогава той ежегодно присъства в изложбите на Кралската академия, а по-късно и в тези на Галерия Гросвенор и Лондонската Ню Галери.
През 1855 Хюс се жени за Трифена Форд, която позира като модел за April Love („Априлска любов“). Хюс умира през 1915 г. в Кю Грийн, Лондон през 1915 г., но оставя като завет 700 картини и рисунки, заедно с над 750 илюстрации на книги. След смъртта на Трифена Хюс през 1921 г. дъщеря им Емили се мести в по-малка къща и заради това пространството за живеене намаляло. В резултат на това останали подготвителни скици на баща ѝ и всичките му лични документи и кореспонденция са унищожени. Артър Хюс е баща и на английския художник Артър Форд Хюс, както и чичо на друг художник, Едуард Робърт Хюс.

Артър Хюс е погребан в Гробището на Ричманд.

## Творби
Най-известните му картини са April Love и The Long Engagement („Дългият годеж“). Двете картини изобразяват проблемните двойки, които обмислят преходността на любовта и красотата. Те са вдъхновени от по-ранна творба с „двойка“ на Джон Миле, но при Хюс акцента е поставен по-силно върху патоса на човешката невъзможност да се поддържа свежестта на младостта, притежаваща регенеративната сила на природата.
Подобно на Миле, Хюс също рисува картина на име Офелия, която сега е в Музея на изкуствата Толедо. Твореца илюстрира и поемата на Джон Кийтс The Eve of St. Agnes под формата на една светски триптих, техника, която използва за сцени из комедийната пиеса на Шекспир As You Like It. Негови творби са запомнени с вълшебството на нежното оцветяване и майсторство в рисунъка.
Хюс е в тесен контакт с писателя Джордж Макдоналд заедно с многобройни илюстрации за месечно списание Good Words на Норман Маклауд.